# Saint-Michel-Chef-Chef
Saint-Michel-Chef-Chef é uma comuna francesa na região administrativa do País do Loire, no departamento de Loire-Atlantique. Estende-se por uma área de 25.12 km². Em 2010 a comuna tinha 5 261 habitantes (densidade: 209,4 hab./km²).